# Parafia Miłosierdzia Bożego w Krakowie (Grzegórzki)
Parafia Miłosierdzia Bożego w Krakowie – parafia rzymskokatolicka należąca do dekanatu Kraków-Kazimierz archidiecezji krakowskiej na os. Oficerskim przy ul. Biskupa Bandurskiego.

## Historia parafii
Już w latach siedemdziesiątych XX wieku Karol kardynał Wojtyła podjął starania o wzniesienie kościoła i powołanie parafii na Osiedlu Oficerskim. Teren osiedla należał wtedy do parafii św. Mikołaja. Niestety opór ówczesnych władz nie dopuścił do tego przedsięwzięcia. Dopiero 28 kwietnia 1982 roku Franciszek Macharski uzyskał u władz państwowych zapewnienie, że na osiedlu Oficerskim powstanie kościół. Budowa miała przebiegać w latach 1983-1985 na placu u zbiegu ul. Moniuszki, Brodowicza i Kona. Mimo że przygotowania do budowy ruszyły pełną parą decyzje władz państwowych uległy nagłej zmianie, pozwolenie na budowę zostało cofnięte tym samym sprawa budowy kościoła została odłożona na kilka lat.
W międzyczasie staraniem księży Antoniego Sołtysika i Bogusława Czarnego powstała w budynku mieszkalnym przy ul. Bandurskiego 12 kaplica (ok. 52 m²) w której odbywały się nabożeństwa. W 1985 roku Franciszek Macharski powołał na osiedlu oficerskim ośrodek duszpasterski i skierował do pracy w nim Zygmunta Koska, który rozpoczął szukanie propozycji dla władz. W 1987 w prasie ukazała się informacja, że już są gotowe plany nowego centrum handlowego, które ma powstać w miejscu w którym miał zostać zbudowany kościół. Informacja ta wywołała duże poruszenie i mobilizację wśród parafian, którzy się zorganizowali i zebrali ponad 5000 podpisów. Mimo dużej presji społecznej i kolejnych zapewnień władz miasta sytuacja nowego kościoła wciąż była niepewna i budziła wątpliwości. W grudniu 1988 roku, odkryto informacje że plac pod przyszłym kościołem jest własnością mieszkającego w Londynie Edwarda Raczyńskiego Prezydenta Rzeczypospolitej Polskiej na uchodźstwie.
W Boże Narodzenie 1989 roku Franciszek Macharski wydał akt erygujący parafię Miłosierdzia Bożego na osiedlu Oficerskim. Pierwszym proboszczem został mianowany Zygmunt Kosek. 15 marca 1990 roku prezydent Edward Raczyński podarował Kościołowi plac. Powstały plany kościoła i rozpoczęto gromadzenie materiałów budowlanych. Autorem projektu został Stanisław Niemczyk. W Boże Narodzenie 1990 roku Franciszek Macharski odprawił Pasterkę.
Ostatecznie pozwolenie na budowę kościoła udało się uzyskać dopiero 29 marca 1991.
Prace budowlane przy kościele rozpoczęto 15 marca 1990. Kamień węgielny został wmurowany 4 kwietnia 1992 przez Kazimierza Nycza. Pierwsza msza została w kościele odprawiona 7 czerwca 1992 roku, a 9 czerwca 1993 Kardynał Franciszek Macharski poświęcił nowy kościół. 17 marca 1994 roku Jan Szkodoń poświęcił dzwony. Uroczystość konsekracji kościoła odbyła się 5 listopada 2000 roku. Dokonał Franciszek Macharski.
W 2010 roku na 20-lecie parafii została wydana książka Miejsce to wybrał Pan – Historia i działalność Parafii Miłosierdzia Bożego w Krakowie (os. Oficerskie) opisująca historie i obecne działanie parafii.

## Wspólnoty parafialne
- Caritas – zespół parafialny
- Duszpasterstwo akademickie
- Grupa teatralna
- Koło Radia Maryja
- Kręgi Rodzin Domowego Kościoła
- Redakcja gazetki Na Skale
- Róże Różańcowe
- Ruch Światło-Życie „Oaza”
- Schola parafialna
- Służba liturgiczna

## Domy zakonne na terenie parafii
- Dom Sióstr Duchaczek
- Dom Generalny Sióstr św. Józefa
- Dom Sióstr św. Jadwigi Królowej

## Zasięg parafii
Ulice: Bandurskiego, Bema, Bratkowa, Brodowicza, Chłopickiego, Chrobrego, Cieplińskiego, Domki, Dukatów, Eisenberga, Farmaceutów, Garczyńskiego, Grochowska, Grunwaldzka, Idzikowskiego, Jaworskiego, Kasprowicza, Kąt, Kielecka, Kryniczna, Lesista, Lotnicza, Łukasiewicza, Misiołka, Mogilska nr parzyste 22‑102, Moniuszki, Nadbrzeżna, Narzymskiego, Na Wiankach, Norwida, Olszańska od nr 9, Olszyny, Ordona, Orląt, Otwinowskiego, Prażmowskiego nr nieparzyste, Rakowicka nr nieparzyste od 61, Rusałek, Rymarska, Skorupki, Sowińskiego, Stokrotek, Supniewskiego, Zaleskiego.